# Sébastien Frey
Sebastien Frey, född 18 mars, 1980 i Thonon-les-Bains, är en fransk före detta fotbollsspelare. Han spelade som målvakt, senast i Bursaspor.
När han spelade i Parma FC rankades han som en av seriens bästa målvakter under många säsonger.
Han fick sitt genombrott i Verona. Säsongen 01-02, där han var utlånad från Inter.